# بلفه تیمور
بلفه تیمور، روستایی در دهستان بروانان غربی بخش مرکزی شهرستان ترکمانچای در استان آذربایجان شرقی ایران است.

## جمعیت
بر پایه سرشماری عمومی نفوس و مسکن در سال ۱۳۹۵، جمعیت این روستا برابر با ۱۹۲ نفر (۷۰ خانوار) بوده است.